# Silvanus Phillips Thompson
Silvanus Phillips Thompson (Iorque, Inglaterra, 19 de junho de 1851 – 12 de junho de 1916) foi um físico inglês.

## Formação e carreira
Silvanus Philipps Thompson estudou no Flounders’ Institute próximo a Pontefract e obteve um bacharelado em 1869 na Universidade de Londres. Desistiu de seu cargo de Science Master, que ocupou na Bootham School de 1873 a 1874, a qual frequentara anteriormente, a fim de prosseguir com estudos químicos e físicos na Royal School of Mines em Londres.
A partir de 1876 foi docente e a partir de 1878 professor de física experimental na Universidade de Bristol, onde montou o laboratório de física. A partir de 1885 foi diretor e professor de física no Finsbury Technical College em Finsbury (Londres) e a partir de 1891 fellow da Royal Society. Também foi membro da Royal Astronomical Society e vice-presidente da Physical Society of London.
Sua obra de duração mais longa é seu texto de 1910 Calculus Made Easy, que ensina os fundamentos do cálculo, que ainda são impressos. Thompson também escreveu um texto popular de física, Elementary Lessons in Electricity and Magnetism, e também biografias de Lord Kelvin e Michael Faraday.

## Obras
- Elementary Lessons in Electricity and Magnetism, Londres 1881; 53.ª Edição 1891; traduzido para o alemão (por Himstedt, 2.ª Edição, Tübingen 1897), francês, italiano, polonês
- Dynamo-electric Machinery, Londres 1884; 7.ª Edição 1904; traduzido para o alemão (por Grawinkel; na 7.ª Edição retrabalhado por Strecker e Vesper, Halle 1907) e em francês; adicionalmente 2.ª Volume: Alternating-current Machinery, 1905
- The Electromagnet, Londres 1891; em alemão Halle 1894
- Polyphase Electric Currents and Alternate Current Motors, 1895; 2.ª Edição 1900; em alemão Halle 1896; 2.ª Edição, Halle 1901–1904
- Latest Electrodynamic Machinery, 1897
- Michael Faraday, His Life and Work, 1898; alemão, Halle 1900
- Calculus made easy, 1910